# Enzo Rivellini

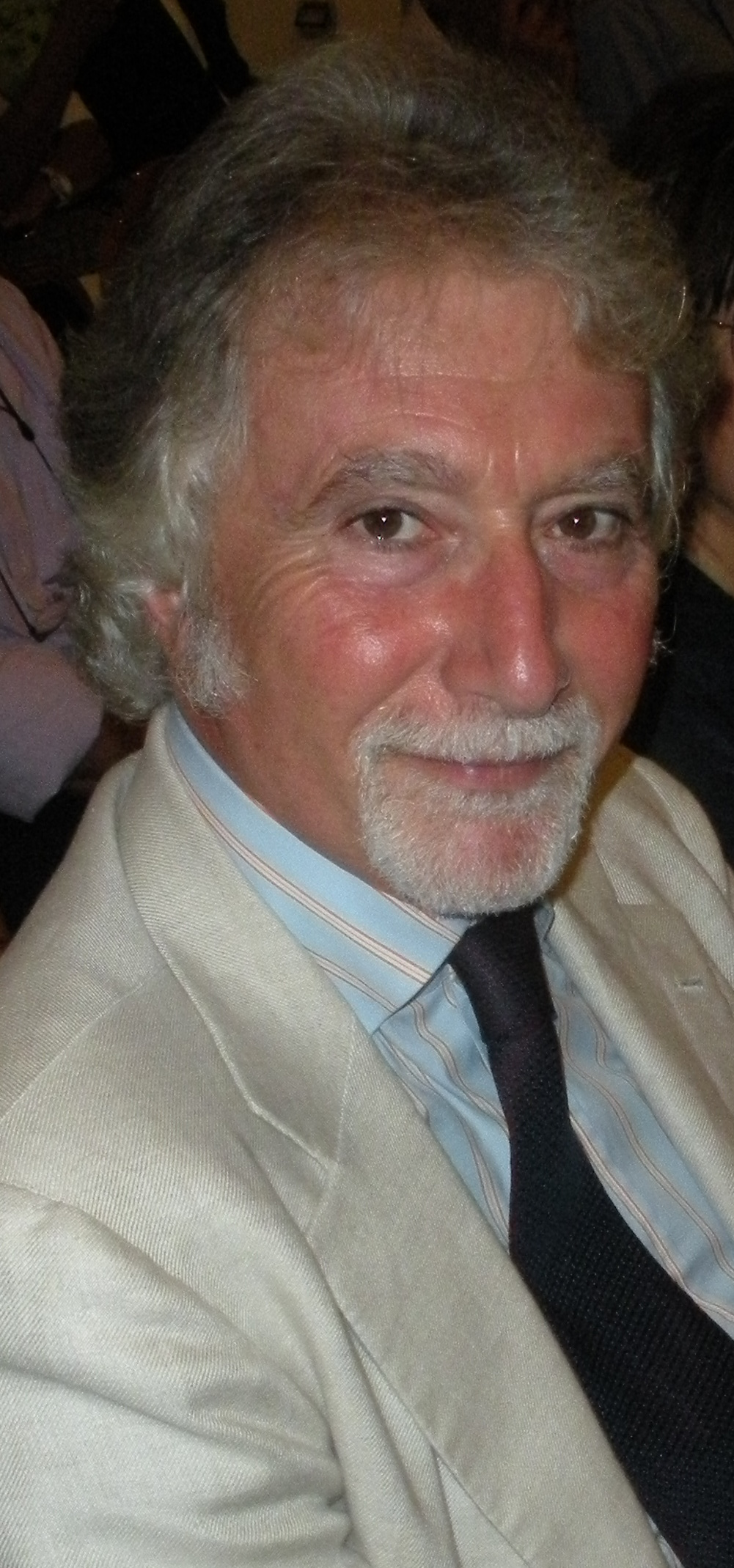
Crescenzio Rivellini

Enzo Rivellini (eigentlich Crescenzio Rivellini) (* 9. Juli 1955 in Neapel) ist ein italienischer Politiker, Unternehmer und Kommunalbeamter sowie Mitglied des Europäischen Parlaments der 7. Wahlperiode.

## Leben
Rivellini studierte Rechtswissenschaften. Ende der 1980er-Jahre wurde er Vorstandsmitglied des Industrieverbands von Caserta. In den 1990er-Jahren war er mit der Vereinigung Centesimus Annus Pro Pontefice verbunden, die sich der Unterstützung der besten Absolventen widmete.
Von 1996 bis 2000 war er Anlageberater in der Region Kampanien und später Regionaldirektor im Departement für Haushalt und Wirtschaftsplanung. Von 1999 bis 2000 war er Vorsitzender der regionalen Unternehmerorganisation. In den Jahren 2003 bis 2005 hatte er eine leitende Position in der Aktiengesellschaft CEO Recami (gegründet von den Regionalbehörden und einer staatlichen Gesellschaft) inne, die sich mit der Landregeneration befasste.
Im Jahr 2005 wurde er zum Vorsitzenden der Gruppe der Nationalen Allianz (AN) im Regionalrat von Kampanien ernannt. In dieser Funktion ergriff er zahlreiche Maßnahmen zur Eindämmung der Verschwendung öffentlicher Mittel und zur Bekämpfung der Korruption in der öffentlichen Verwaltung.
Bei der Europawahl 2009 wurde er für die Partei Popolo della Libertà ins Europäische Parlament gewählt. Dort war er Vorsitzender der Delegation für die Beziehungen zur Volksrepublik China. 2013 wechselte er zur Partei Forza Italia. Nach der Wahl 2014 schied er aus dem Europaparlament aus und wechselte noch einige Male die Parteizugehörigkeit.
2023 wurde bekannt, dass Rivellini über 250.000 Euro an öffentlichen Geldern während seiner Zeit im Europäischen Parlament an eine Scheinfirma überwiesen hatte.